# NCT Dream
NCT Dream (Hangul: 엔시티 드림) je jihokorejská chlapecká podskupina skupiny NCT, působící pod společností SM Entertainment. Jejími prvními členy byli: Mark, Renjun, Jeno, Haechan, Jaemin, Chenle a Jisung. Skupina debutovala v roce 2016 s písní „Chewing Gum“. Původní koncept byl takový, že ve skupině budou pouze ti členové skupiny NCT, kteří mají aktuálně pod 20 let. V roce 2018 byl proto donucen skupinu opustit Mark, ten se ale pak po změně konceptu v roce 2020 natrvalo do skupiny vrátil.

## Členové
- Mark (마크) – lídr[1][2]
- Renjun (런쥔)
- Jeno (제노)
- Haechan (해찬)
- Jaemin (재민)
- Chenle (천러)
- Jisung (지성)

## Diskografie

### Alba
- Hot Sauce (2021)
- Glitch Mode (2022)
- ISTJ (2023)
- Dreamscape (2024)